# Könkämäälven
Könkämäälven eller Könkämä älv (finska Könkämäeno, nordsamiska Geaggáneatnu) är en cirka 10 mil lång gränsälv mellan Finland och Sverige. Den är Sveriges nordligaste älv. Älven ligger i Enontekis och Kiruna kommun och har sin källa i Kilpisjärvi nära Treriksröset. Älven strömmar genom ett flackt, nästan obebott myrlandskap och är långa sträckor lämplig båtled. Könkämäälven utgör sedan 1809 gräns mellan Sverige och Finland fram till en mil väster om Karesuando, vid byn Markkina, där den förenas med den finska älven Lätäseno och därigenom bildar Muonioälven. Ett biflöde till Könkämäälven på den svenska sidan är Ainattijoki.
Hela älven kan paddlas, med några svåra forsar.
Fjällägenheterna Kummavuopio, Keinovuopio, Saarikoski, Naimakka och Siikavuopio ligger vid Könkämäälven. De är de nordligaste bosättningarna i Sverige och saknar fast förbindelse med allmän svensk väg, men några har fast vägförbindelse med allmän finsk väg, och övriga nås med båt eller isväg till finsk väg.